# Mathieu Schwann
Mathieu (eigentlich: Matthias Franz Josef) Schwann (* 22. Juni 1859 in Godesberg; † 21. Mai 1939 in Bergisch Gladbach) war ein deutscher Archivar, Journalist und Schriftsteller.

## Leben und Wirken
Mathieu Schwann absolvierte nach dem Schulbesuch (zuletzt in Bonn) zunächst eine Lehre als Apotheker in Frankfurt-Sachsenhausen und arbeitete dann als Apothekergehilfe in Gernsbach und Eltville. Anschließend studierte er Gesang an verschiedenen Konservatorien.
Von 1882 bis 1885 studierte er dann Philosophie, Germanistik und Archivkunde an den Universitäten Bonn und München. 1887 wurde er an der Universität München bei Karl Theodor von Heigel promoviert. Im Jahre 1893 emigrierte er (vorübergehend) nach Zürich. Von 1897 bis 1903 arbeitete er als Journalist für das Feuilleton der "Frankfurter Zeitung" sowie für die "Kölnische Zeitung" an verschiedenen Orten. 1903 begann er mit der Bearbeitung der Akten der Handelskammer Köln. In deren Auftrag richtete er ab 1906 das Rheinisch-Westfälische Wirtschaftsarchiv in Köln ein, das er bis 1919 leitete und dessen Archivbestand er umfassend ausbaute. Seit 1910 gab er die Schriftenreihe dieses neuen Archivs heraus. 
Schwann betätigte sich außerdem als Journalist und Schriftsteller. 

## Schriften
- Ludwig der Heilige von Frankreich und seine Beziehungen zu Kaiser und Papst. In: Zeitschrift für allgemeine Geschichte, Kultur-, Litteratur- und Kunstgeschichte, Bd. 4 (1887), S. 481–501, 613–632 u. 641–677 (Digitalisat).
- Illustrierte Geschichte von Bayern. Drei Bände. Süddt. Verlags-Institut Stuttgart 1890.
- Zur geschichtlichen Entwicklung des Gottesbegriffes (= Münchener Flugschriften, H. 7). Verl. der Münchner Handelsdr., München 1891.
- Johannes Janssen und die Geschichte der deutschen Reformation. Eine kritische Studie. Mehrlich, München 1893.
- Das Gottesgnadentum in der Geschichte. Friedrich, Leipzig 1895.
- Heinrich Emanuel. Die Geschichte einer Jugend. Fischer, Berlin 1895 (autobiographischer Roman).
- Elsaß-Lothringen. Verlags-Magazin, Zürich 1897.
- Der Wendepunkt im zweiten schlesischen Kriege. Mitteilungen zur Kaiserwahl Franz I. , die Lage Bayerns zur Zeit des Füssener Friedens April 1745. In: Forschungen zur Brandenburgischen und Preußischen Geschichte, Bd. 12 (1899), S. 483–507.
- Die Rheinlande von Mainz bis Koblenz. Die Thäler der Lahn und der Nahe. Gnadenfeld, Berlin 1899.
- Sophia. Sprossen zu einer Philosophie des Lebens. Naumann, Leipzig 1899.
- Liebe. Diederichs, Leipzig 1901.
- Geschichte der Kölner Handelskammer. Bd. 1. Neubner, Köln 1906.
- Ludolf Camphausen. Drei Teile (= Veröffentlichungen des Archivs für Rheinisch-Westfälische Wirtschaftsgeschichte, Bd. 3–5). Baedeker, Essen 1915.
- England wider England! Unsere Täuschungen über unsere Enttäuschungen durch England (= Kriegshefte aus dem Industriebezirk, H. 1). Baedeker, Essen 1915.
- Der Sinn der deutschen Geschichte. Reimer, Berlin 1916 (Nachdruck: De Gruyter, Berlin 2018, ISBN 978-3-11-111805-5),
- Vom Staate. Abhandlungen über den biologischen Aufbau, die naturgesetzliche und geschichtliche Entwicklung von Volk und Staat. Baedeker, Essen 1918.
- F. W. Brügelmann und Söhne 1820–1920. Peipers, Köln 1920.
- Bergisch Märkische Industrie-Gesellschaft zu Barmen: 1871–1921. Wandt, Barmen 1921.
- Walther und Cie, Aktiengesellschaft Köln-Dellbrück 1874–1924. Kölner Verlagsanstalt, Köln 1924.
- Gertrud. Ein Rheinlandsang. Van Beek, Emmerich 1934.